# Farmorsgöl (Dalhems socken, Småland)
Farmorsgöl är en sjö i Västerviks kommun i Småland och ingår i Botorpsströmmens huvudavrinningsområde.